# Rodrigo Tabata
Rodrigo Barbosa Tabata, mais conhecido como Rodrigo Tabata (Araçatuba, 19 de novembro de 1980), é um futebolista brasileiro, naturalizado qatari que atua como meia.
Atualmente, joga pelo Al-Rayyan.

## Carreira
Natural de Araçatuba, no interior de São Paulo, foi criado na pequena cidade de Nova Luzitânia, onde seus pais ainda residem vivendo uma vida bastante humilde. Revelado pelo Paulista em 1999, após se destacar no Campinense, no América de Natal em 2003, e no Goiás em 2004 e 2005, onde levou o clube esmeraldino ao terceiro lugar da Série A em 2005, Tabata chegou ao auge jogando pelo Santos em 2006, onde ganhou os títulos paulistas de 2006 e 2007.
Em junho de 2008, foi colocado a disposição para transferências, indo para o futebol turco. Após uma passagem pelo Gaziantepspor, se transferiu para o Besiktas JK, um dos grandes clubes do país. Tabata ainda teve seu nome inscrito na CBF como jogador do Santos, registrado até 30 de agosto de 2011.
Esta no futebol do Qatar desde o inicio de 2011, quando se transferiu para o Al-Rayyan. Foi eleito o melhor jogador da temporada de 2011/12.
Na temporada 2015/2016 foi campeão nacional, eleito o melhor jogador e um dos artilheiros, com 21 gols em 24 jogos.
Rodrigo Tabata jogou por quase nove temporadas, sendo que em uma foi emprestado ao Al Sadd, foi contratado pelo Al Sadd em 2020 a pedido do técnico Xavi Hernández.
Em 2021/2022, ele fez sete gols e deu quatro assistências em 21 partidas do campeonato nacional. Na temporada anterior foram dez gols.

## Seleção Qatariana
Em agosto de 2015, aos 34 anos, Rodrigo foi convocado para a seleção do Qatar. O técnico da equipe, o uruguaio Daniel Carreño, viu no jogador a possibilidade de ter um time mais competitivo para as Eliminatórias da Copa de 2018 e também para a Copa da Ásia, no ano seguinte. Em sua estreia, em março de 2016, a seleção do Catar recebeu a de Hong Kong e venceu por 2 a 0, pela nona rodada das Eliminatórias Asiáticas.
Rodrigo tornou-se, assim, o quarto brasileiro a fazer parte dos "Al-Annabi", que é como é conhecida a Seleção Qatariana de Futebol. Os outros três foram os atacantes Araújo e Emerson Sheik e o meia Fábio Montezine.

## Títulos
Paulista
- Copa Paulista: 1999

Santo André
- Campeonato Paulista - Série A2: 2001

Santos
- Campeonato Paulista: 2006 e 2007[11]

### Individuais
- Melhor jogador da edição 2015/2016 do campeonato qatariano de futebol.